# Roma in Noord-Macedonië
De Roma in Noord-Macedonië of Macedonische Roma (Macedonisch: Македонски Роми, Makedonski Romi) zijn in Noord-Macedonië wonende etnische Roma. De meest recente volkstelling van 2002 registreerde 53.879 Roma in het land, oftewel 2,66% van de Macedonische bevolking. Naast de Roma werden er 3.843 Balkan-Egyptenaren en Ashkali geregistreerd. 

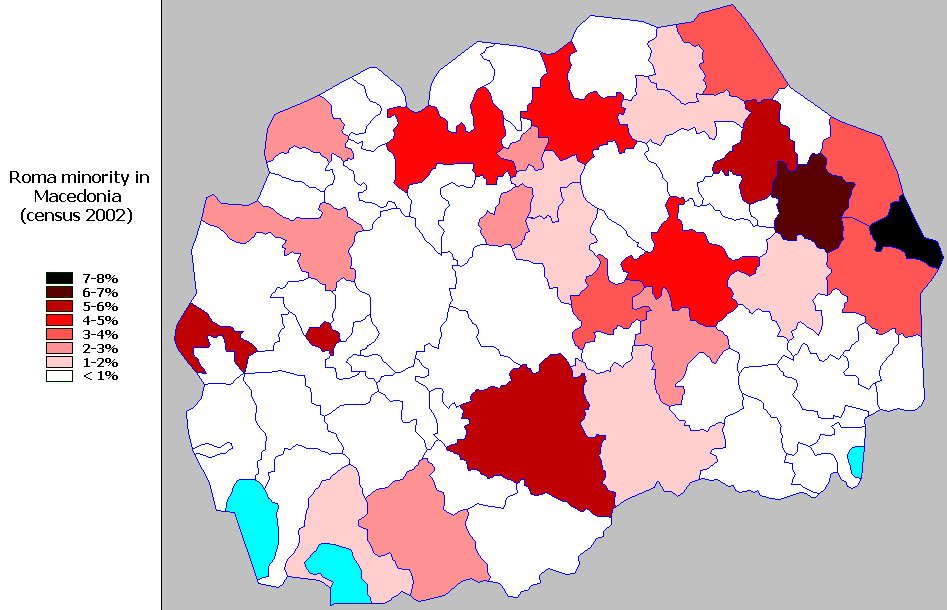
Verspreiding van de Roma (%) in 2002

In Šuto Orizari, ook wel Shutka genoemd in de volksmond, heeft het Romani een officiële status. Hierdoor is Šuto Orizari de enige administratieve eenheid ter wereld die Romani als officiële taal heeft aangenomen. Bovendien is de vlag en het wapen van de gemeente geïnspireerd door de vlag van de Roma.

## Demografie
In totaal identificeerden 57.722 personen zichzelf als Roma/Ashkali/Egyptenaren, waarmee zij 2,85% van Macedoniërs vormden. Een groot deel van de Roma is echter ongedocumenteerd, waardoor zij niet worden meegeteld in de officiële volkstellingen. Volgens schattingen wonen er 260.000 Roma in het land, oftewel 12% van het inwonersaantal.
|                | 1948   | 1948    | 1961   | 1961    | 1971   | 1971    | 1981   | 1981    | 1991   | 1991    | 2002   | 2002    |
| -------------- | ------ | ------- | ------ | ------- | ------ | ------- | ------ | ------- | ------ | ------- | ------ | ------- |
| Etnische groep | Aantal | Procent | Aantal | Procent | Aantal | Procent | Aantal | Procent | Aantal | Procent | Aantal | Procent |
| Roma           | 20.462 | 1,6     | 20.606 | 1,5     | 24.505 | 1,5     | 43.223 | 2,3     | 52.103 | 2,6     | 53.879 | 2,7     |
| Egyptenaren    | -      | -       | -      | -       | -      | -       | 3.307  | 0,2     | 3.080  | 0,2     | 3.713  | 0,2     |

De Roma wonen vooral in stedelijke gebieden. Skopje heeft met 23.202 Roma (in 2002) veruit de grootste Roma-gemeenschap van het land. Andere gemeenten met een significante gemeenschap van de Roma zijn (o.a.): Prilep (4.433), Kumanovo (4.256), Bitola (2.613), Tetovo  (2.357), Gostivar (2.237) en Štip (2.195).

## Sociale status

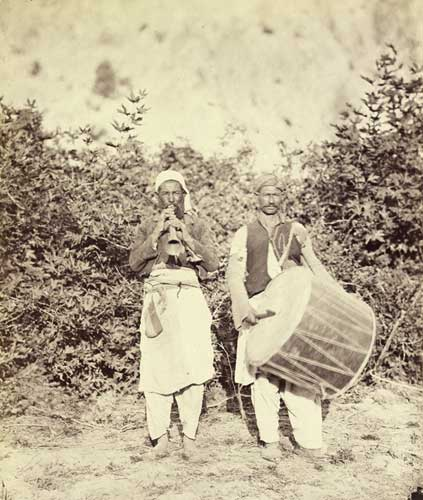
Roma-muzikanten in 1863

Roma in Noord-Macedonië leven gemiddeld 10 jaar minder dan overige bevolkingsgroepen in Noord-Macedonië. Het werkloosheidscijfer is ongeveer 53% (jeugdwerkloosheid: 71%) en volgens een rapport van Open Society Foundations heeft slechts 11% van de Macedonische Roma hoger onderwijs genoten, vergeleken met het Macedonische gemiddelde van 60%. Van de Roma was 17% analfabeet: 9% onder mannen en 25% onder vrouwen. Nagenoeg alle straatkinderen en bedelaars in Noord-Macedonië zijn van Romani afkomst.
Ook tienermoederschappen komen vaak voor onder de Roma. Volgens de volkstelling van 1994 was ruim een kwart van de Roma-meisjes in de leeftijdscategorie 15 tot 20 jaar al moeder. Dit percentage was destijds vijf maal hoger vergeleken met de rest van Macedonische bevolking. De Roma-vrouwen in de leeftijdscategorie 45-49 kregen gemiddeld 4,01 kinderen, bijna het dubbele vergeleken met etnische Macedoniërs. In 2019 registreerde Noord-Macedonië 19.845 levendgeborenen, waarvan 1.272 Roma (oftewel 6,41% van alle levendgeborenen).

## Bekende personen
- Esma Redžepova (1943-2016), zangeres
- Usnija Redžepova (1946-2015), zangeres